# Pachnobia homogena
Pachnobia homogena là một loài bướm đêm trong họ Noctuidae.